# منشأة الأمير (الفيوم)
قرية منشاة المير هي إحدى القرى التابعة لمركز أطسا في محافظة الفيوم في جمهورية مصر العربية. حسب إحصاءات سنة 2006، بلغ إجمالي السكان في منشاة المير 10522 نسمة، منهم 5499 رجل و5023 امرأة.